# MissCarat
MissCarat（ミスカラット）は、北海道札幌市を中心に活動している女性アイドルグループ。フォトタイム所属。

## メンバー
- あまり　2022年5月3日お披露目。

### 旧メンバー
- 伏見心菜（1996年12月21日 - ） 結成メンバー。2014年5月29日デビュー。2016年5月3日卒業[1]。
- 菊池彩（1998年1月17日 - ） 結成メンバー。2014年5月29日デビュー。2016年9月4日卒業[2]。
- 小林ねね（1998年7月28日 - ） 2016年9月18日加入。2017年4月27日卒業[3]。

自己紹介は「ねねじゃらし、ねねじゃらし、ねねじゃらし。ホイッ！みんなに構ってほしいニャン。ミスカラのねこじゃらし担当、小林ねねです！」
- 桜咲まき（1月5日 - ）  2017年5月6日加入。2018年2月7日卒業[4]。

自己紹介は「ぴょんぴょんまきまき、ぴょんぴょんまきまき、引いて引いてぴょんぴょんぴょん。ミスカラのラビットまきぴょんこと桜咲まきです！」
- 北島みくね（1999年7月14日 - ） - 2016年5月29日加入。2019年3月31日卒業[5]。

グループの中では最年少で「魔法使い担当」の不思議キャラ。自己紹介は「魔法の言葉、ミクミクキララミクキララ。あなたを幸せの魔法にかけます。ミスカラの魔法使い、北島みくねです！」
- 中川あかり　2019年12月5日加入
- グラシアみゆき　2020年3月23日加入。2020年12月20日卒業。
- 工藤もえ（2001年10月27日 - ） 2019年12月5日加入。2021年6月29日退所。
- 三浦さくら　2021年1月23日加入。2021年11月8日退所。
- 佐々木りん（1996年6月18日 - ） 結成メンバー。リーダー。2014年5月29日デビュー。2021年12月19日卒業。

自己紹介は「元気りんりん、きりんりーん！みーんなにパワー注入！ミスカラのビタミンＣ、きりんこと佐々木りんです！」
- はるね（2000年4月17日 - ） 2020年6月28日加入。2022年5月3日卒業。
- 佐藤希（1999年8月30日 - ） 愛称のんち。2022年2月12日加入。2022年12月31日卒業。
- 鈴木花穂（12月24日生まれ）サポートとして加入。

## 略歴
- 2023年
  - 8月16日 - 9月30日でミスカラカッフェを閉店することを発表。それに伴い、鈴木花穂が店長、ミスカラットを卒業する。
  - 12月18日 - あまりが卒業し、グループは活動停止した。

## 作品

### CDシングル
| # | 発売日        | タイトル                   | 収録曲 | 収録曲                            | 収録曲       | 収録曲       | 収録曲       |
| # | 発売日        | タイトル                   | #      | タイトル                          | 作詞         | 作曲         | 編曲         |
| - | ------------- | -------------------------- | ------ | --------------------------------- | ------------ | ------------ | ------------ |
| 1 | 2015年6月27日 | 君のダイヤモンド           | 1      | 君のダイヤモンド                  | 鈴木理       | Yunomi       | Yunomi       |
| 1 | 2015年6月27日 | 君のダイヤモンド           | 2      | InTheSky                          | 鈴木理       | Yunomi       | Yunomi       |
| 1 | 2015年6月27日 | 君のダイヤモンド           | 3      | 君のダイヤモンド (inst)           | （インスト） | （インスト） | （インスト） |
| 1 | 2015年6月27日 | 君のダイヤモンド           | 4      | InTheSky (inst)                   | （インスト） | （インスト） | （インスト） |
| 2 | 2015年8月29日 | 君と花火と夏の恋           | 1      | 君と花火と夏の恋                  | 鈴木理       | Yunomi       | Yunomi       |
| 2 | 2015年8月29日 | 君と花火と夏の恋           | 2      | HappyDays                         | 鈴木理       | Yunomi       | Yunomi       |
| 2 | 2015年8月29日 | 君と花火と夏の恋           | 3      | 君と花火と夏の恋 (inst)           | （インスト） | （インスト） | （インスト） |
| 2 | 2015年8月29日 | 君と花火と夏の恋           | 4      | HappyDays (inst)                  | （インスト） | （インスト） | （インスト） |
| 3 | 2016年5月29日 | フルスウィングガール       | 1      | フルスウィングガール              | Yunomi       | Yunomi       | Yunomi       |
| 3 | 2016年5月29日 | フルスウィングガール       | 2      | スノーマンパレード                | Yunomi       | Yunomi       | Yunomi       |
| 3 | 2016年5月29日 | フルスウィングガール       | 3      | フルスウィングガール (inst)       | （インスト） | （インスト） | （インスト） |
| 3 | 2016年5月29日 | フルスウィングガール       | 4      | スノーマンパレード (inst)         | （インスト） | （インスト） | （インスト） |
| 4 | 2016年11月6日 | フォールイントゥーザサマー | 1      | フォールイントゥーザサマー        | Yunomi       | Yunomi       | Yunomi       |
| 4 | 2016年11月6日 | フォールイントゥーザサマー | 2      | 夜明けのニューワールド            | Yunomi       | Yunomi       | Yunomi       |
| 4 | 2016年11月6日 | フォールイントゥーザサマー | 3      | フォールイントゥーザサマー (inst) | （インスト） | （インスト） | （インスト） |
| 4 | 2016年11月6日 | フォールイントゥーザサマー | 4      | 夜明けのニューワールド (inst)     | （インスト） | （インスト） | （インスト） |

### アルバム
| # | 発売日        | タイトル             | 収録曲 | 備考     |
| - | ------------- | -------------------- | --- | -------- |
| 1 | 2019年3月11日 | MissCarat Rin&Mikune | 1.君のダイヤモンド (Rin&Mikune) 2.Happy Days (Rin&Mikune) 3.In The Sky (Rin&Mikune) 4.君と花火と夏の恋 (Rin&Mikune) 5.フルスウィングガールズ (Rin&Mikune) 6.スノーマンパレード (Rin&Mikune) 7.フォールイントゥーザサマー (Rin&Mikune) 8.夜明けのニューワールド (Rin&Mikune) 9.バイオレンスな恋したい (Rin&Mikune) 10.真夜中のヒーロー (Rin&Mikune) 11.sweet tea time (Rin&Mikune) | 配信限定 |

- バイオレンスな恋したい、真夜中のヒーロー　作詞・作曲　Yunomi

### DVD
- ミスカランド みくっち卒業公演

2019年3月31日に開催されたミスカランドみくっち卒業公演の内容をおさめたDVD。2014年〜2019年までに発表されたオリジナル全11曲が収録されている。（2枚組103分）

## メディア出演

### テレビ
- 武井壮とマンゾクディーバの新☆よるたま』　（テレビ北海道、2015年10月11日 - 2015年10月18日）
- 北海道アイドル日記～Idol be Ambitious アイドルよ大志を抱け～　（KawaiianTV、2017年4月18日 - 2017年5月16日）
- 楽遊の高層アイドル！！（TOKYO MX、2017年12月2日）
- King Of Night（北海道文化放送、2018年11月14日）
- ばっちり撮ったろう（テレビ北海道、2019年1月15日）

### ラジオ
- 北乃カムイのもにょもにょラジオ！(適当)（HBCラジオ、2015年8月9日）
- まじぱ!らじお!（HBCラジオ、2017年7月29日）
- フルーティーのミックスジュースR（AIR-G、2018年6月19日）
- MissCa❤RADIO（FMしろいし、2018年8月8日-2019年3月27日）

### 書籍
- 日本全国アイドル名鑑 2016-2017年版（廣済堂出版、2016年3月31日）
- 楽遊IDOL PASS vol.6 東日本版

### フリーペーパー
- Get's No.71（クルーコーポレーション、2016年5月8日）

### 配信番組
- フォトタイム放送局（2014年 - 2015年）

### Twitter
- ミスカラット公式 (@misscarat1) - X（旧Twitter）
- あまり (@amari63235184) - X（旧Twitter）
- フォトタイム代表（ミスカラットのプロデューサー） (@phototime2010) - X（旧Twitter）